# Illmau
Illmau ist ein Dorf und eine Katastralgemeinde der Gemeinde Kautzen im Bezirk Waidhofen an der Thaya in Niederösterreich.

## Geografie
Illmau befindet sich nordwestlich von Kautzen und wird vom Kautzenbach durchflossen, der mehrmals aufgestaut wird und früher auch das im Südosten des Ortes liegende Schloss Illmau mit einem Wassergraben umgab.

## Geschichte
Im Jahr 1822 wurde der Ort als Dorf mit 64 Häusern genannt, das nach Kautzen eingepfarrt war, wohin auch die Kinder eingeschult wurden. Die Herrschaft Dobersberg besaß die Ortsobrigkeit, übte die Landgerichtsbarkeit aus, besorgte die Konskription und hatte die Grundherrschaft inne.
Während des Ersten Weltkrieges befand sich hier das Internierungslager Illmau, in dem Zivilisten auf feindlichen Staaten interniert waren.
Laut Adressbuch von Österreich waren im Jahr 1938 in der Ortsgemeinde Illmau ein Butter- und Eierhändler, zwei Gastwirte, drei Gemischtwarenhändler, ein Glaser, ein Schmied, ein Schneider, ein Schuster, eine Strickerei, zwei Trafikanten, ein Tischler, zwei Viehhändler, ein Weber, ein Wagner, und mehrere Landwirte ansässig. Weiters gab es einen Zementwarenerzeuger und eine Ziegelei.
Gegen Ende des Zweiten Weltkrieges wurden zwischen Juni 1944 und Mai 1945 ungarische Juden, drei Männer und zwei Frauen, auf einem Gut als Zwangsarbeiter für landwirtschaftliche Tätigkeiten herangezogen.
Im Zuge der Niederösterreichischen Kommunalstrukturverbesserung trat die damalige Ortsgemeinde Illmau per 1. Mai 1965 der Marktgemeinde Kautzen bei.

## Sehenswertes
- Schloss Illmau